# Kate Rogal
Pour les articles homonymes, voir Kate et Rogal.
Kate Rogal est une actrice américaine.

## Biographie
Kate Rogal est la fille de l'actrice Lori Cardille.

## Filmographie

### Cinéma
- 1995 : Un ménage explosif (Roommates) : Papergirl
- 2008 : The Narrows : Xander
- 2010 : Date Night : Jade
- 2011 : Coming Up Roses : la prostituée
- 2011 : Lightweight (court métrage) : Elizabeth
- 2012 : Safe : Hooker
- 2013 : Concussion : Gretchen
- 2015 : Gravy : Jez
- 2016 : The End of Mara (court métrage) : Fay
- 2021 : Killer Among Us : Destiny

### Télévision
- 1994 : A Promise Kept: The Oksana Baiul Story (téléfilm) : Galya
- 2007 : Les Sopranos (série télévisée) : Misha
- 2007 : Six Degrees (série télévisée) : la barmaid
- 2007 : The Kill Point (série télévisée) : Mary Kim
- 2009 : Law & Order: Criminal Intent (série télévisée) : la directrice
- 2009 : Law & Order (série télévisée) : Nina Wilshere
- 2009 : Crash (série télévisée) : Deedee
- 2012 : New York, unité spéciale : Katrine Kearns (saison 14, épisode 6)
- 2013 : Psych (série télévisée) : Kate Favor
- 2014 : Royal Pains (série télévisée) : Kayla
- 2015 : Blue Bloods (série télévisée) : Valerie Traynor
- 2015 : Forever (série télévisée) : Margo